# Associazione Calcio Femminile Gommagomma Meda 1970
Questa voce raccoglie le informazioni riguardanti l'Associazione Calcio Femminile Gommagomma Meda  nelle competizioni ufficiali della stagione 1970.

## Stagione
Ciò che avvenne nel 1970 alla squadra della signora Valeria Rocchi è lo specchio delle contraddizioni e problemi che contrassegnarono l'epoca del pionierismo calcistico femminile. Sia durante l'epoca delle Federazioni indipendenti che dopo il 1986 sotto la FIGC le squadre ebbero problemi similari: problemi di tesseramento ma soprattutto la mancata disponibilità dei campi sportivi che le costringeva a spostarsi molto spesso sui campi di provincia.
Gino Franchetti sulla Gazzetta dello sport fece un riassunto completo della travagliata stagione sportiva 1970 pubblicando su 3 colonne il tutto con un titolo emblematico "Milano con lo scudetto ma senza squadre di "A" ?." riassumendo per sommi capi gli avvenimenti di quell'epoca:
- Ottobre-novembre 1969: Terminata la sponsorizzazione delle Terme di Abano che portò l'A.C.F. Milano a cambiare denominazione e sede spostandosi sul campo di Abano Terme senza vincere il campionato, la presidente Valeria Rocchi, reduce dalla sponsorizzazione della Sanyo, nel valutare l'offerta dell'industriale medese Luciano Baserga e l'iscrizione alla F.I.C.F. oppure alla F.F.I.G.C. riconferma l'allenatore Vincenzi declinando la candidatura del medese Ottavio Bugatti.
- Gennaio-febbraio 1970: Luciano Baserga accetta l'accordo con Valeria Rocchi e autorizza la signora ad assumere la calciatrice elvetica Madeleine Boll strutturando il club in squadra titolare e riserve con le nuove maglie appena stampate: una muta con il nome per esteso e la seconda con le singole lettere minuscole escluso il portiere in modo da farle sembrare una pubblicità vivente in campo. La denominazione della squadra è, come da accordi, "A.C.F. Gommagomma Milano".
- Aprile 1970: Prime amichevoli e poi inizia il campionato. Vincenzi, che non è abituato a gestire una doppia squadra, inizia a sfoltire le calciatrici meno valide.
- Maggio 1970: Il consiglio, non più composto dai genitori delle calciatrici ma soprattutto dai dirigenti voluti da Baserga più Valeria Rocchi, cambia la denominazione del club facendolo diventare A.C.F. Gommagomma Meda. Senza rendere nota la cosa, continua a considerare la squadra appartenente a Valeria Rocchi ma non più di Milano. Il presidente è Baserga e Valeria Rocchi è il direttore sportivo. Arrivano due nuove calciatrici: la svizzera Kathrin Moser e una ragazzina raccomandata da Gianfranco Bedin, Elisabetta Vignotto.
La squadra migliora in difesa grazie all'arretramento della Boll e inizia ad ottenere significative vittorie. Valeria Rocchi continua inutilmente ed insistentemente a chiedere a Baserga di firmare il contratto di sponsorizzazione triennale con l'A.C.F. Milano, ma non conta niente visto che il consiglio di fronte alla Federazione ha registrato il club col nuovo nome e cartellinato le calciatrici come appartenenti a Baserga, considerando l'accordo non sottoscritto come un semplice accordo verbale. Valeria non si era affatto accorta di essere diventata una semplice "dipendente" di Baserga e che la squadra non era più "sua".
Patrizia Rocchi, la ragazza più bella e più fotografata della squadra inizia a giocare male, tanto da essere esclusa dalla squadra. Carmela Varone, all'inizio considerata quale una delle calciatrici più valide, ha degli scontri verbali con i dirigenti del club e annuncia di voler andarsene alla fine del campionato.
- Novembre 1970: La squadra vince lo scudetto e Baserga dichiara di aver speso circa 30 milioni di lire e di aver pagato fra le 250.000 e 300.000 lire mensili a Valeria Rocchi più spese telefoniche, definite eccessive dal consiglio direttivo, di circa 800.000 lire.
- Gennaio 1971: La Moser si accorda con una squadra torinese e di punto in bianco abbandona il club. Baserga, che non ha ancora firmato il contratto con la Rocchi, non si decide se continuare l'attività sportiva o meno. Vincenzi e la Rocchi iniziano a cercare una nuova sponsorizzazione.
- 11 febbraio 1971: Baserga chiarisce che non servono altri abbinamenti e, vista l'auspicata unificazione delle due federazioni, annuncia che impedirà alle "sue" calciatrici di scappare verso squadre più generose. Annuncia la riduzione dei premi e di puntare alla permanenza in Serie A.
- 5 marzo 1971: Valeria Rocchi attraverso il suo legale intima a Baserga di sottoscrivere il contratto, fino a quel momento rispettato in toto.
- 11 marzo 1971: L'avvocato di Baserga risponde che quel contratto privato non ha alcun valore, conta lo statuto della Gommagomma Meda.
- 16 marzo 1971: Valeria Rocchi lascia il Consiglio Direttivo e si dimette dalla carica di Direttore Sportivo. Patrizia Rocchi e Carmela Varone fondano una squadretta a cui danno nome "Milaninter". Le altre calciatrici inviano al Consiglio una lettera in cui dichiarano la propria solidarietà verso Valeria e le altre due calciatrici.
- 21 marzo 1971: Ultima partita della Gommagomma Meda in Coppa Italia a ranghi completi. Baserga annuncia che la Rocchi era stata già da lui considerata licenziata da tempo e che le calciatrici con il loro atteggiamento "non sono degne dello scudetto". Dodici ragazze si strappano lo scudetto dalla maglia e annunciano alla società che non giocheranno più.
- 23 marzo 1971: Baserga spedisce a tutte le calciatrici una lettera con un modulo da rendere firmato chiedendo loro se vogliono partecipare al campionato successivo. Vincenzi è nominato da Baserga quale factotum della società.

La squadra di Baserga risultava già iscritta al campionato 1971, ma di fatto senza più alcuna calciatrice perché andate tutte via con Valeria Rocchi. Dopo la pubblicazione dell'articolo, alla richiesta di Valeria Rocchi alla F.F.I.G.C. di poter utilizzare per il rinato A.C.F. Milano le calciatrici cartellinate per la Gommagomma la Federazione di Roma rispose con la squalifica a tempo per tutte impedendo loro il tesseramento per la stagione 1971. Alcune riuscirono a passare a squadre affiliate alla F.I.C.F. e giocarono ugualmente il campionato 1971. Altre confluirono nelle neonate Peco Saronno e Brembatese.
- 10 aprile 1971: Jolanda Boldi, presidente della Real Juventus di Torino, annuncia su La Stampa che Valeria Rocchi è passata dal Gommagomma alla sua squadra e di averne tesserato diverse calciatrici, compreso la figlia Patrizia[1].

## Rosa
| N. |                     | Ruolo | Calciatrice        |
| -- | ------------------- | ----- | ------------------ |
| 6  | Svizzera (bandiera) | C     | Madeleine Boll     |
| 10 | Italia (bandiera)   | A     | Antonia Cannone    |
| 12 | Italia (bandiera)   | P     | Marcella Carcereri |
| 3  | Italia (bandiera)   | D     | Tina Colombo       |
| 9  | Italia (bandiera)   | A     | Alma Cottini       |
| 4  | Italia (bandiera)   | C     | Rosa Cunzolo       |
| 7  | Italia (bandiera)   | C     | Clara Epicoco      |
| 7  | Italia (bandiera)   | C     | Bruna Ferrara      |
| 4  | Italia (bandiera)   | C     | Antonia Mauri      |
| 9  | Svizzera (bandiera) | A     | Kathrin Moser      |

| N. |                       | Ruolo | Calciatrice         |
| -- | --------------------- | ----- | ------------------- |
| 11 | Italia (bandiera)     | A     | Maria Teresa Negri  |
| 6  | Italia (bandiera)     | C     | Annamaria Parotto   |
| 12 | Jugoslavia (bandiera) | P     | Perović             |
| 1  | Italia (bandiera)     | P     | Marinella Pessina   |
| 8  | Italia (bandiera)     | A     | Patrizia Rocchi     |
| 3  | Italia (bandiera)     | D     | Nadia Romano        |
| 2  | Italia (bandiera)     | D     | Anna Stopar         |
| 5  | Italia (bandiera)     | C     | Carmela Varone      |
| 11 | Italia (bandiera)     | A     | Elisabetta Vignotto |
| 3  | Italia (bandiera)     | A     | Mariangela Zoli     |

## Risultati

### Serie A

#### Girone di andata
| Arbitro: | Marocco (Torino) |

|          |           |            |
| Boll 60’ | Marcatori | 31’ Ciceri |

| Arbitro: | Ferrante (Roma) |

|                      |           |             |
| Meles (I) 65’ (rig.) | Marcatori | 14’ Ferrara |

| Arbitro: | Beretta (Missaglia) |

|                                          |           |  |
| Boll 5’, 10’ Vignotto 36’, 65’ Moser 50’ | Marcatori |  |

| Arbitro: | Spicchi (Firenze) |

|  |           |                          |
|  | Marcatori | 5’, 67’ Boll 24’ Ferrara |

| Arbitro: | Ponzoni (Parma) |

|  |           |               |
|  | Marcatori | 39’ Dell'Uomo |

| Arbitro: | Spicchi (Firenze) |

|                                                             |           |  |
| Vignotto 7’ Moser 12’, 50’ Ferrara 21’, 32’ Boll 57’ (rig.) | Marcatori |  |

| Arbitro: | Sardelli (Firenze) |

|  |           |                                           |
|  | Marcatori | 17’, 29’, 37’ Boll 39’, 55’, 62’ Vignotto |

| Arbitro: | Baroni (Parma) |

|                      |           |  |
| Ferrara 47’ Boll 69’ | Marcatori |  |

| Arbitro: | Tagliabue (Milano) |

|              |           |  |
| Vignotto 45’ | Marcatori |  |

| 3 settembre 1970 10ª giornata | Bologna CF | 0 – 2 A tav. | Gommagomma |  |

| Arbitro: | Sardelli (Firenze) |

|                            |           |  |
| Boll 21’, 49’ Vignotto 67’ | Marcatori |  |

| Arbitro: | D'Ammassa (Roma) |

|                                               |           |                    |
| Lombardi 18’ Sovrano 31’ Cardia 33’ Zanda 38’ | Marcatori | 2’ Varone 22’ Boll |

| Seregno 26 luglio 1970 13ª giornata | Gommagomma | 2 – 0 A tav. | Reggina | Stadio Ferruccio |

#### Girone di ritorno
| Arbitro: | Malerba (Roma) |

|  |           |          |
|  | Marcatori | 9’ Moser |

| Arbitro: | Panusa (Roma) |

|                     |           |                 |
| Meles (I) 7’ (aut.) | Marcatori | 51’ (aut.) Boll |

| Arbitro: | Mignucci (Roma) |

|  |           |                                |
|  | Marcatori | 24’ Moser 42’ (rig.), 62’ Boll |

| Arbitro: | Visentin (Torino) |

|                              |           |  |
| Moser 30’, 40’ Boll 60’, 66’ | Marcatori |  |

| Arbitro: | Sardelli (Firenze) |

|              |           |                   |
| Alliegro 33’ | Marcatori | 60’, 65’ Vignotto |

| Arbitro: | Smorato (Reggio Calabria) |

|  |           |           |
|  | Marcatori | 31’ Negri |

| Arbitro: | Sanna (Cagliari) |

|                                                                        |           |  |
| Moser 20’ Campioni 31’ (aut.) Vignotto 30’, 40’ Ferrara 51’ Varone 65’ | Marcatori |  |

| Molassana 17 ottobre 1970, ore 21:15 21ª giornata      | Genova 70 | 1 – 1    | Gommagomma | Campo Molassana |
| \| \| \| \| \| Gerwien 52’ \| Marcatori \| 60’ Boll \| |           |          |            |                 |
|                                                        |           |          |            |                 |
| Gerwien 52’                                            | Marcatori | 60’ Boll |            |                 |

| Arbitro: | Ponzoni (Parma) |

|  |           |                                     |
|  | Marcatori | 7’ Boll 21’, 42’ Vignotto 60’ Moser |

| Arbitro: | Sardelli (Firenze) |

|                                          |           |                  |
| Vignotto 8’ Moser 19’, 54’, 55’ Boll 34’ | Marcatori | 65’ (aut.) Negri |

| Arbitro: | Panusa (Roma) |

|             |           |                      |
| Contino 39’ | Marcatori | 23’ Boll 68’ Ferrara |

| Arbitro: | Pestelli (Firenze) |

|                                      |           |  |
| Vignotto 3’, 59’, 61’ Moser 29’, 66’ | Marcatori |  |

| Arbitro: | Speranza (Messina) |

|  |           |                                     |
|  | Marcatori | 30’, 50’ Moser 42’ Ferrara 60’ Boll |

## Statistiche

### Statistiche di squadra
| Competizione  | Punti | In casa | In casa | In casa | In casa | In casa | In casa | In trasferta | In trasferta | In trasferta | In trasferta | In trasferta | In trasferta | Totale | Totale | Totale | Totale | Totale | Totale | DR  |
| Competizione  | Punti | G       | V       | N       | P       | Gf      | Gs      | G            | V            | N            | P            | Gf           | Gs           | G      | V      | N      | P      | Gf     | Gs     | DR  |
| ------------- | ----- | ------- | ------- | ------- | ------- | ------- | ------- | ------------ | ------------ | ------------ | ------------ | ------------ | ------------ | ------ | ------ | ------ | ------ | ------ | ------ | --- |
| Serie A FFIGC | 44    | 13      | 10      | 2       | 1       | 41      | 4       | 13           | 10           | 2            | 1            | 32           | 8            | 26     | 20     | 4      | 2      | 73     | 12     | +51 |

### Statistiche dei giocatori
| Giocatore    | Serie A  | Serie A |
| Giocatore    | Presenze | Reti    |
| ------------ | -------- | ------- |
| M. Boll      | 25       | 22      |
| A. Cannone   | 25       | 0       |
| M. Carcereri | 3        | 0       |
| T. Colombo   | 2        | 0       |
| A. Cottini   | 2        | 0       |
| R. Cunzolo   | 25       | 0       |
| C. Epicoco   | 15       | 0       |
| B. Ferrara   | 24       | 8       |
| A. Mauri     | 5        | 0       |
| K. Moser     | 22       | 16      |
| M.T. Negri   | 14       | 1       |
| A. Parotto   | 3        | 0       |
| . Perović    | 2        | -1      |
| M. Pessina   | 23       | -11     |
| P. Rocchi    | 23       | 0       |
| N. Romano    | 15       | 0       |
| A. Stopar    | 25       | 0       |
| C. Varone    | 24       | 2       |
| E. Vignotto  | 23       | 18      |
| M. Zoli      | 1        | 0       |

### Maglie e presenze in campionato
| Serie A   | 1ª  | 2ª  | 4ª  | 5ª  | 6ª  | 7ª  | 8ª  | 9ª  | 11ª | 12ª | 13ª | 14ª | 15ª | 10ª | 16ª | 17ª | 18ª | 19ª | 20ª | 21ª | 22ª | 23ª | 24ª | 3ª  | 25ª | 26ª |
| Risultati | 1-1 | 1-1 | 3-0 | 0-1 | 6-0 | 6-0 | 2-0 | 1-0 | 3-0 | 2-4 | 2-0 | 1-0 | 1-1 | 2-0 | 3-0 | 4-0 | 2-1 | 1-0 | 6-0 | 1-1 | 4-0 | 5-1 | 2-1 | 5-0 | 5-0 | 4-0 |
| --------- | --- | --- | --- | --- | --- | --- | --- | --- | --- | --- | --- | --- | --- | --- | --- | --- | --- | --- | --- | --- | --- | --- | --- | --- | --- | --- |
| Pessina   | 1   | 1   | 12  | 12  | 1   | 1-  | 1   | 1   | 1   | 1   | -   | 1   | 1   | 1   | 1   | 1   | 1   | 1   | 1-  | 1   | 1   | 1   | 1   | 1   | 1   | 1   |
| Barbieri  | 2   |     | 14  |     |     | 13+ |     | 13+ |     | 14+ | -   |     |     |     |     |     |     |     |     |     |     |     |     |     |     |     |
| Romano    | 3   | 3   | 3-  | 13+ | 3   | 3-  | 2   | 3-  | 3   | 13+ | -   | 3-  | 3   |     |     |     | 3-  |     |     |     |     |     | 14+ |     |     | 14+ |
| Stopar    | 4   | 4   | 2   | 2   | 2-  | 2   | 3   | 2   | 2   | 2   | -   | 2   | 2   | 3-  | 2   | 3   | 2   | 3   | 3-  | 3   | 3   | 3   | 2   | 3   | 3   | 3   |
| Varone    | 5   | 5   | 5   | 5   | 5   | 5   | 5   | 5   | 5   | 5   | -   | 5   | 5   | 5   | 5   | 5   | 5   | 5   | 5   | 5   | 5   | 5   | 5   | 5   | 5   |     |
| Epicoco   | 6   |     |     |     | 6   | 6-  |     |     | 13+ | 4   | -   |     | 14  | 13+ | 13+ | 13+ | 13+ | 13+ | 13+ |     | 13+ | 13+ | 13+ |     |     | 5   |
| Cunzolo   | 7   | 2   | 4   | 3   | 4   | 4   | 4   | 4   | 4   | 3-  | -   | 4   | 4   | 4   | 4-  | 4   | 4   | 4-  | 4   | 4   | 4   | 4-  | 4-  | 4   | 4   | 4   |
| Rocchi    | 8   | 8   | 7   | 7   |     | 7   | 7-  | 7   | 8-  | 8-  | -   | 8-  | 8   | 8   | 8   | 8   | 8   | 8   | 8   | 8   | 8   | 8   |     | 8   | 8   | 8   |
| Ferrara   | 9   | 11  | 9   | 11  | 7   | 8   | 8   | 11  | 7   | 7   | -   | 7   | 7   | 7   | 7   | 7-  | 7   | 7   | 7   | 7   | 7-  | 7-  | 7   | 7   |     | 13+ |
| Cannone   | 10  | 10  | 10  | 10  | 10  | 10  | 6   | 10  | 10- | 10  | -   | 13+ | 10- | 2   | 3   | 2   | 10  | 2   | 2   | 2   | 2-  | 2   | 8   | 2   | 2   | 2-  |
| Boll      | 11  | 6   | 6   | 6   | 9   | 9   | 9   | 6   | 6   | 6   | -   | 6   | 6   | 6   | 6   | 6   | 6   | 6   | 6   | 6   | 6   | 6   | 6   | 6   | 6   | 6   |
| Mauri     |     | 7   |     | 4-  | 13+ |     | 13+ |     | 14+ |     | -   |     |     |     |     |     |     |     |     |     |     |     |     |     |     |     |
| Perović   |     | 9   |     | 1   |     |     |     |     |     |     | -   |     |     |     |     |     |     |     |     |     |     |     |     |     |     |     |
| Carcereri |     |     | 1   |     |     | 12+ |     | 12  |     |     | -   |     | 12  |     |     |     |     |     | 12+ |     |     | 12  |     |     |     |     |
| Zoli      |     |     | 13+ |     |     |     |     |     |     |     | -   |     |     |     |     |     |     |     |     |     |     |     |     |     |     |     |
| Moser     |     |     | 8   | 8   | 8   |     | 10  | 8   | 9   | 9   | -   | 9   | 9   | 9   | 9   | 9   | 9   | 9   | 9   | 9   | 9   | 9   | 9   | 9   | 9   | 9   |
| Vignotto  |     |     | 11  | 9   | 11  | 13  | 11  | 9   | 11  | 11  | -   | 11  | 11  | 11  | 11  | 11  | 11  | 11  | 11  | 11  | 11  | 11  | 11  | 11  | 11  | 11  |
| Cottini   |     |     |     |     |     | 14+ |     |     |     |     | -   |     |     |     |     |     |     |     |     |     | 14+ |     |     |     |     |     |
| Negri     |     |     |     |     |     |     |     |     |     |     | -   | 10  | 13+ | 10  | 10  | 10  |     | 10  | 10  | 10  | 10  | 10  | 10  | 10  | 10  | 10  |
| Parotto   |     |     |     |     |     |     |     |     |     |     | -   | 14+ |     |     |     |     |     |     |     |     |     |     |     |     | 7   | 6-  |
| Colombo   |     |     |     |     |     |     |     |     |     |     | -   |     |     |     |     |     |     |     |     |     |     | 14+ | 3-  |     |     |     |

Nota bene: si potevano effettuare 3 sostituzioni; il portiere (in panchina con il 12) e due altri calciatori (in panchina con numero 13 e 14).
- Il meno dopo il numero di maglia significa che è uscita. Il più significa che è entrata dalla panchina.
- 12 = portiere in panchina.
- 13+ = primo calciatore di riserva entrato.
- 14+ = secondo calciatore di riserva entrato.

### Libri
- Il pallone d'oro - Prima enciclopedia storica del calcio mondiale - Volume 7°, Il calcio femminile in Italia e nel mondo da pag. 2000 a pag. 2056 - Perna Editore, Via Mario Pagano 41 Milano - 1969 e 1970.
- Bruno Migliardi, Storia del Calcio Femminile (1968-1973), Stab. Grafico Edigraf, Roma 1974 (ha pubblicato la classifica e il calendario con tutti i risultati).
- Luca Barboni e Gabriele Cecchi, Annuario del calcio femminile 1999-00, Mariposa Editrice S.r.l., Fornacette (PI) (ha pubblicato tutte le classifiche finali fornite dalla Divisione Calcio Femminile della F.I.G.C.).
- Salvatore Lo Presti, Almanacco del calcio mondiale '88-'89, Torino, S.E.T., 1988,  pp. 261-268. (ha pubblicato tutte le classifiche finali).
- Felice Asnaghi, A.C. Meda cento anni e più di storia - Meda, dicembre 2015 - p. 93 in "Gli albori del calcio femminile".

### Giornali
- Calcio Donne Magazine, Anno 5 n. 4 del 1º febbraio 1999, p. 5 in "La storia del Calcio Femminile by Aldo Velardita", Stagione 1970.
- Gino Franchetti, "Calcio Femminile: la Federazione è chiamata a risolvere l'intricato caso Gommagomma. Milano con lo scudetto ma senza squadre di "A" ?", Milano, Gazzetta dello sport, venerdì 26 marzo 1971,  p. 6.

Tabellini pubblicati dai seguenti giornali sportivi:
- La Gazzetta dello sport, Milano, quotidiano microfilmato conservato a Milano, dalla Biblioteca Nazionale Braidense) e dalla Biblioteca comunale centrale di Milano.
  - Biblioteca Civica di Torino;
  - Biblioteca Nazionale Braidense di Milano,
  - Biblioteca Civica Berio di Genova,
  - Biblioteca Nazionale Centrale di Firenze,
  - Biblioteca Nazionale Centrale di Roma.
- Il Corriere dello Sport, quotidiano microfilmato conservato a Firenze in Biblioteca Nazionale Centrale e presso la Biblioteca del C.O.N.I. di Roma.
- Tuttosport, quotidiano microfilmato conservato a Firenze in Biblioteca Nazionale Centrale.
- Stadio, quotidiano microfilmato conservato a Firenze in Biblioteca Nazionale Centrale.
- Libertà, quotidiano di Piacenza, consultato presso la Biblioteca Comunale “Passerini Landi” di Piacenza.
- La Nazione, quotidiano di Firenze, consultato presso la Biblioteca Nazionale Centrale di Firenze.
- Gianni Mura, Numeri speciali sul Gommagomma, squadra campione d'Italia, 5 numeri pubblicati a pagina 5 dal 17 al 21 novembre 1970 da La gazzetta dello sport.